# Élection du président du Mouvement socialiste panhellénique en 2012

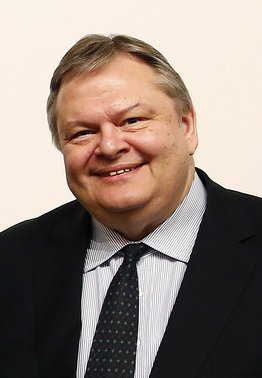
Evangelos Venizelos, ministre des Affaires étrangères de la Grèce, lors d'une visite à Vienne, le 3 juin 2014.

L’élection du président du Mouvement socialiste panhellénique en 2012 a eu lieu le 18 mars 2012 pour élire le nouveau président du parti Mouvement socialiste panhellénique après la démission de Giórgos Papandréou le 11 novembre 2011 à la suite de la crise de la dette publique grecque et juste avant l'élection de mai.

## Candidats
| Nom | Nom                 | Mandat(s) |
| --- | ------------------- | --- |
|     | Chrístos Papoutsís  | Ministre de la Protection du citoyen (en) jusqu'à sa démission le 7 mars 2012 dans le gouvernement Papadímos |
|     | Evángelos Venizélos | Ministre des Finances (en) dans le Gouvernement Papadímos, vice-Premier ministre de Grèce et soutenu par Andréas Lovérdos, le ministre de la Santé et de la Solidarité sociale qui était le favori pour le poste |

## Résultats
Evángelos Venizélos est élu président lors de la réunion du parti parce que Chrístos Papoutsís n'a pas réussi à recueillir suffisamment de signatures pour se présenter. Evángelos Venizélos démissionne du ministère des Finances le 19 mars et est remplacé par Fílippos Sachinídis le 21.